# Паллант (гигант)
Паллант (др.-греч. Πάλλας, либо Палленей) — персонаж древнегреческой мифологии. Один из гигантов, начавших битву с олимпийскими богами (см. Гигантомахия). В начале битвы Афина убила его, содрала с него кожу и покрывала ею тело во время гигантомахии. Поэтому её называют Паллада.
По истолкованию, Паллант был отцом Афины и пытался её изнасиловать, но был ею убит.